# Rudolf Binder (Unternehmer)
Rudolf Binder (* 1. September 1747 in Bühler; † 25. November 1815 ebenda; heimatberechtigt ebenda) war ein Schweizer Textilunternehmer und Gemeindepräsident aus dem Kanton Appenzell Ausserrhoden.

## Leben
Rudolf Binder war ein Sohn von Rudolf Binder, Kleinbauer. Im Jahr 1772 heiratete er Katharina Sonder, Tochter von Meister Johannes Sonder.
In den 1760er Jahren schaffte Binder den Aufstieg vom einfachen Weber zum angesehensten Verleger seiner Heimatgemeinde mit über 200 Heimwebern und internationaler Handelstätigkeit. Er baute 1790 das so genannte Türmlihaus, ein repräsentatives Wohn- und Geschäftshaus. Im Jahr 1805 erfolgte der Bau von zwei grossen Mietskasernen für die Angestellten.
Er sass von 1785 bis 1798 im Gemeinderat. Er amtierte als Distriktrichter im helvetischen Kanton Säntis. Von 1803 bis 1815 versah er das Amt des Gemeindehauptmanns.